# Lijst van spelers van het Oekraïense voetbalelftal
Deze lijst van spelers van het Oekraïense voetbalelftal geeft een overzicht van voetballers die minimaal acht interlands achter hun naam hebben staan voor Oekraïne. Vetgedrukte spelers zijn de afgelopen twee jaar nog voor de nationale ploeg uitgekomen.

## Overzicht
- Bijgewerkt tot en met de vriendschappelijke interland tegen  Italië (0-2) op 29 maart 2011 in Kiev

| Naam speler            | Interlands | Goals | Debuut     | Laatst     |
| ---------------------- | ---------- | ----- | ---------- | ---------- |
| Anatoli Tymosjtsjoek   | 104        | 2     | 26/04/2000 | 29/03/2011 |
| Andrij Sjevtsjenko     | 100        | 45    | 25/03/1995 | 08/10/2010 |
| Oleksandr Sjovkovskyj  | 89         | 0     | 13/11/1994 | 29/03/2011 |
| Serhij Rebrov          | 75         | 15    | 27/06/1992 | 06/09/2006 |
| Andriy Husyn           | 71         | 9     | 25/06/1993 | 06/09/2006 |
| Andriy Vorobei         | 68         | 9     | 31/05/2000 | 26/03/2008 |
| Andrij Nesmatsjny      | 67         | 0     | 26/04/2000 | 10/02/2009 |
| Andrij Voronin         | 64         | 6     | 27/03/2002 | 08/10/2010 |
| Oleg Goesjev           | 63         | 7     | 20/08/2003 | 29/03/2011 |
| Vladyslav Vashchuk     | 63         | 1     | 09/04/1996 | 21/11/2007 |
| Olexandr Holovko       | 58         | 0     | 26/04/1995 | 18/02/2004 |
| Serhiy Popov           | 54         | 5     | 27/04/1993 | 10/09/2003 |
| Oleh Loezjny           | 52         | 0     | 29/02/1992 | 10/09/2003 |
| Roeslan Rotan          | 49         | 6     | 12/02/2003 | 29/03/2011 |
| Andriy Rusol           | 49         | 3     | 31/03/2004 | 02/06/2010 |
| Maksim Kalinichenko    | 44         | 7     | 17/05/2002 | 12/08/2009 |
| Serhij Nazarenko       | 41         | 11    | 11/10/2003 | 14/10/2009 |
| Yuriy Dmytrulin        | 39         | 1     | 13/08/1996 | 17/11/2004 |
| Volodymyr Yezerskyi    | 39         | 2     | 15/07/1998 | 24/05/2008 |
| Oleh Shelayev          | 36         | 1     | 28/04/2004 | 21/11/2007 |
| Artem Milevsky         | 34         | 6     | 19/06/2006 | 08/02/2011 |
| Serhiy Fedorov         | 29         | 1     | 17/11/1999 | 21/11/2007 |
| Hennadiy Zubov         | 29         | 3     | 05/10/1996 | 10/09/2003 |
| Dmytro Chygrynskiy     | 27         | 0     | 07/02/2007 | 08/02/2011 |
| Yuriy Maxymov          | 27         | 5     | 28/10/1992 | 17/04/2002 |
| Vitaliy Kosovskyi      | 25         | 2     | 01/05/1996 | 02/09/2000 |
| Olexiy Hai             | 24         | 1     | 11/10/2003 | 11/10/2010 |
| Viktor Skripnik        | 24         | 2     | 07/09/1994 | 12/02/2003 |
| Serhiy Bezhenar        | 23         | 1     | 29/04/1992 | 15/11/1997 |
| Dmytro Mykhailenko     | 23         | 2     | 27/03/1994 | 07/10/2000 |
| Andrij Pjatov          | 23         | 0     | 22/08/2007 | 08/02/2011 |
| Yuriy Kalitvintsev     | 22         | 1     | 25/03/1995 | 31/03/1999 |
| Serhiy Konovalov       | 22         | 3     | 27/04/1993 | 12/02/2003 |
| Oleksandr Koetsjer     | 22         | 1     | 15/08/2006 | 09/02/2011 |
| Taras Michalik         | 22         | 0     | 15/08/2006 | 09/02/2011 |
| Jevhen Seleznjov       | 21         | 5     | 24/05/2008 | 29/03/2011 |
| Oleksandr Aliejev      | 20         | 5     | 06/09/2008 | 29/03/2011 |
| Olexiy Byelik          | 19         | 5     | 08/09/2004 | 24/03/2007 |
| Dmytro Parfenov        | 18         | 0     | 09/04/1996 | 31/03/2004 |
| Valeriy Kryventsov     | 17         | 0     | 11/09/1994 | 14/10/1998 |
| Vitaliy Mandzyuk       | 17         | 0     | 06/02/2008 | 17/11/2010 |
| Hennadiy Orbu          | 17         | 0     | 13/11/1994 | 07/05/1997 |
| Olexandr Radchenko     | 17         | 0     | 21/03/2002 | 10/10/2005 |
| Serhij Skasjenko       | 17         | 3     | 25/05/1994 | 17/05/2004 |
| Mykhailo Starostyak    | 17         | 0     | 23/03/1997 | 08/09/2004 |
| Olexandr Melaschenko   | 16         | 3     | 14/02/2001 | 06/09/2003 |
| Vjatsjeslav Sjevtsjoek | 16         | 0     | 30/04/2003 | 12/08/2009 |
| Serhiy Kormiltsev      | 15         | 0     | 26/04/2000 | 18/08/2004 |
| Tymerlan Huseynov      | 14         | 8     | 16/10/1993 | 23/03/1997 |
| Vasyl Kardash          | 14         | 0     | 09/04/1996 | 28/03/2001 |
| Viktor Leonenko        | 14         | 6     | 26/08/1992 | 31/08/1996 |
| Serhiy Nahornyak       | 14         | 0     | 07/09/1994 | 17/04/2002 |
| Yevhen Pokhlebayev     | 14         | 0     | 28/10/1992 | 01/05/1996 |
| Serhiy Shyshchenko     | 14         | 1     | 15/08/2001 | 12/10/2005 |
| Volodymyr Mykytyn      | 13         | 0     | 15/07/1998 | 09/10/1999 |
| Serhij Serebrennikov   | 12         | 1     | 15/08/2001 | 28/02/2006 |
| Oleh Suslov            | 12         | 0     | 13/11/1994 | 29/03/1997 |
| Viacheslav Sviderskyi  | 12         | 0     | 30/03/2005 | 07/02/2007 |
| Andriy Yarmolenko      | 11         | 3     | 05/09/2009 | 29/03/2011 |
| Ihor Zhabchenko        | 11         | 0     | 28/10/1992 | 01/05/1996 |
| Marco Devich           | 10         | 0     | 19/11/2008 | 29/03/2011 |
| Artem Fedetskyi        | 10         | 0     | 25/05/2010 | 29/03/2011 |
| Serhiy Kovalets        | 10         | 0     | 29/04/1992 | 13/11/1994 |
| Serhiy Kovalyov        | 10         | 1     | 19/08/1998 | 26/04/2000 |
| Yaroslav Rakytsky      | 10         | 3     | 10/10/2009 | 29/03/2011 |
| Yuriy Sak              | 10         | 1     | 29/04/1992 | 07/09/1994 |
| Pavlo Shkapenko        | 10         | 0     | 18/05/1993 | 07/06/1997 |
| Oleh Venhlynskyi       | 10         | 1     | 15/07/1998 | 12/10/2005 |
| Serhiy Diryavka        | 9          | 0     | 28/10/1992 | 26/04/1995 |
| Vasyl Kobin            | 9          | 0     | 05/09/2009 | 02/06/2010 |
| Andriy Polunin         | 9          | 1     | 28/10/1992 | 11/11/1995 |
| Vitaliy Reva           | 9          | 0     | 06/10/2001 | 02/04/2003 |
| Serhiy Zakarlyuka      | 9          | 0     | 21/03/2002 | 13/10/2004 |
| Oleksandr Gladkyi      | 8          | 1     | 22/08/2007 | 01/06/2008 |
| Jevhen Konopljanka     | 8          | 2     | 25/05/2010 | 09/02/2011 |
| Serhiy Kravchenko      | 8          | 1     | 24/05/2008 | 10/02/2009 |
| Evgeniy Levchenko      | 8          | 0     | 20/11/2002 | 11/02/2009 |
| Maxym Levytskyi        | 8          | 0     | 31/05/2000 | 27/03/2002 |
| Oleksandr Romanchuk    | 8          | 0     | 07/02/2007 | 09/02/2011 |
| Olexandr Rykun         | 8          | 0     | 21/03/2002 | 15/08/2006 |
| Serhiy Shmatovalenko   | 8          | 0     | 26/08/1992 | 01/05/1996 |
| Volodymyr Homenyuk     | 8          | 0     | 01/06/2008 | 14/11/2009 |
| Grygory Yarmash        | 8          | 0     | 24/05/2008 | 14/11/2009 |
| Artem Yashkin          | 8          | 0     | 02/09/2000 | 02/06/2001 |
| Olexander Yevtushok    | 8          | 0     | 07/09/1994 | 19/08/1998 |

FFOe · A-internationals · Bondscoaches · Statistieken · Oekraïens vrouwenelftal · Olympisch elftal · Oekraïne U21 · Oekraïne U20 · Oekraïne U19 · Oekraïne U18 · Oekraïne U17 · Oekraïne U16
1992 – 1999 · 
2000 – 2009 · 
2010 – 2019 · 
2020 – 2029
EK's: 1992** · 
1996 · 
2000 · 
2004 · 
2008 · 
2012 · 
2016 · 
2020 · 
2024
WK's: 1994 · 
1998 · 
2002 · 
2006 · 
2010 · 
2014 · 
2018 ·
2022
1992 · 
1993 · 
1994 · 
1995 · 
1996 · 
1997 · 
1998 · 
1999 · 
2000 · 
2001 · 
2002 · 
2003 · 
2004 · 
2005 · 
2006 · 
2007 · 
2008 · 
2009 · 
2010 · 
2011 · 
2012 · 
2013 · 
2014 · 
2015 ·
2016 ·
2017 ·
2018 ·
2019 ·
2020 ·
2021
Albanië ·
Andorra ·
Armenië ·
Azerbeidzjan ·
Bahrein ·
België ·
Bosnië en Herzegovina ·
Brazilië ·
Bulgarije ·
Canada ·
Chili ·
Costa Rica ·
Cyprus ·
Denemarken ·
Duitsland ·
Engeland ·
Estland ·
Faeröer ·
Finland · 
Frankrijk ·
Georgië ·
Griekenland ·
Hongarije ·
Ierland ·
IJsland ·
Iran ·
Israël ·
Italië ·
Japan ·
Joegoslavië ·
Kameroen · 
Kazachstan ·
Kosovo ·
Kroatië ·
Letland ·
Libië ·
Litouwen ·
Luxemburg ·
Malta ·
Marokko ·
Mexico ·
Moldavië ·
Montenegro ·
Nederland ·
Niger ·
Nigeria ·
Noord-Ierland ·
Noord-Macedonië ·
Noorwegen ·
Oezbekistan ·
Oostenrijk ·
Polen ·
Portugal ·
Roemenië ·
Rusland ·
San Marino ·
Saoedi-Arabië ·
Schotland ·
Servië ·
Servië en Montenegro ·
Slovenië ·
Slowakije ·
Spanje ·
Tsjechië ·
Tunesië ·
Turkije ·
Uruguay ·
Verenigde Arabische Emiraten ·
Verenigde Staten ·
Wales ·
Wit-Rusland ·
Zuid-Korea ·
Zweden ·
Zwitserland
Duitsland (2016) ·
Engeland (2012) · 
Engeland (2021) ·
Frankrijk (2012) · 
Italië (2006) · 
Nederland (2021) · 
Noord-Ierland (2016) · 
Noord-Macedonië (2021) · 
Oostenrijk (2021) · 
Saoedi-Arabië (2006) ·
Spanje (2006) ·
Tunesië (2006) ·
Zweden (2012) · 
Zweden (2021) · 
Zwitserland (2006)
** = Onder de naam Gemenebest van Onafhankelijke Staten